# Петрівка (Якимівська селищна громада)
Петрі́вка — село в Україні, у Мелітопольському районі Запорізької області. Входить до складу Якимівської селищної громади. Населення становить 441 осіб. До 2017 орган місцевого самоврядування - Чорноземненська сільська рада.

## Географія

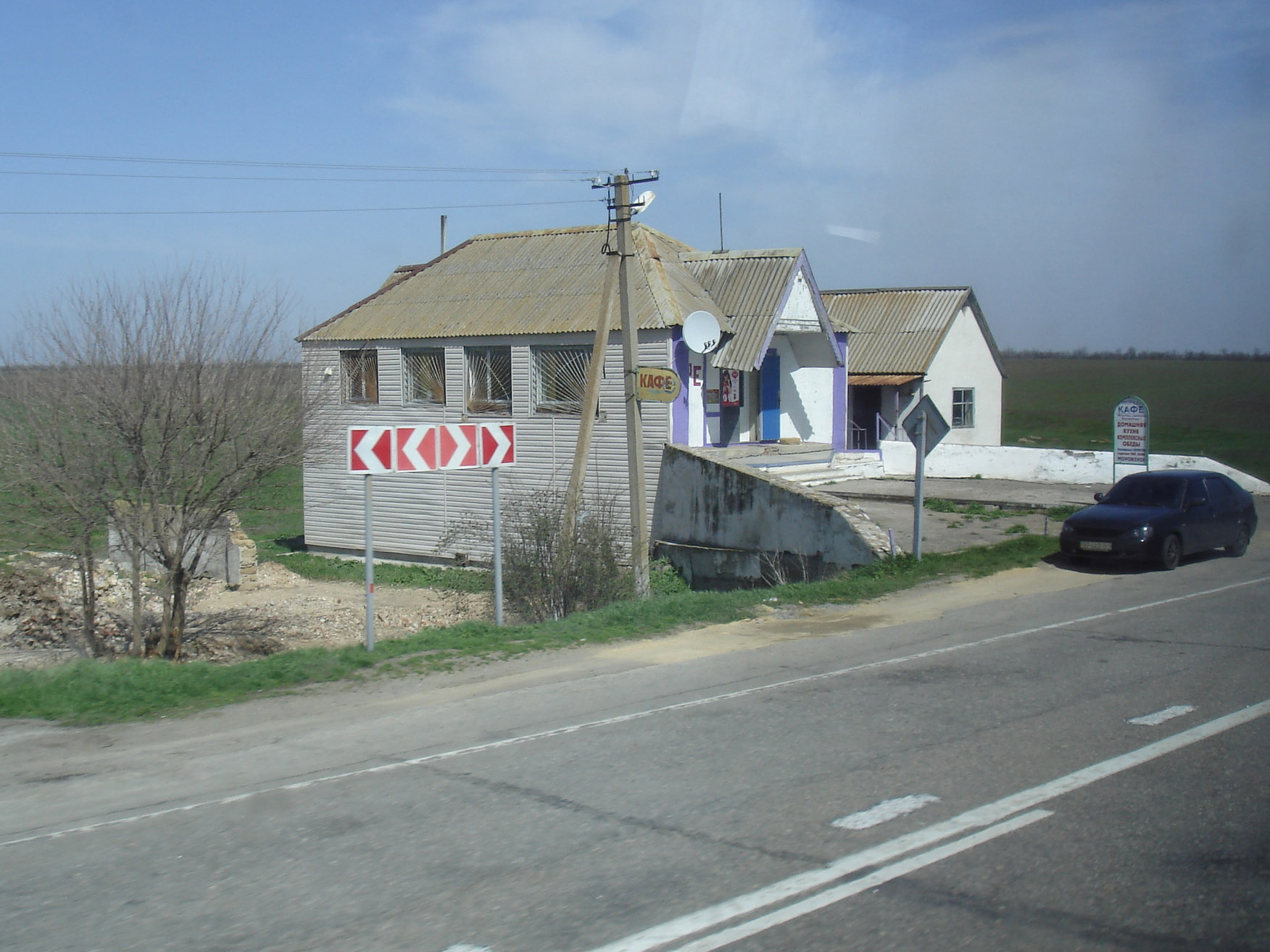
Кафе на автодорозі біля села

Село Петрівка знаходиться на правому березі річки Великий Утлюк, нижче за течією на відстані 2,5 км розташоване село В'язівка. Розташована за 28 км на північний захід від центру громади та за ЗО км від залізничної станції Якимівка. Річка в цьому місці звивиста, на ній зроблена загата.

## Історія
Село заснували 1841 року кріпаки з Сумського повіту Харківської губернії.
7 (20) листопада 1917 року, відповідно до Третього Універсалу Української Центральної Ради, увійшло до складу Української Народної Республіки.
12 червня 2020 року, відповідно до розпорядження Кабінету Міністрів України № 713-р «Про визначення адміністративних центрів та затвердження територій територіальних громад Запорізької області», увійшло до складу Якимівської селищної громади.
17 липня 2020 року, в результаті адміністративно-територіальної реформи та ліквідації Якимівського району, село увійшло до складу Мелітопольського району.
Село тимчасово окуповане російськими військами 24 лютого 2022 року.

## Населення

### Мова
Розподіл населення за рідною мовою за даними перепису 2001 року:
| Мова            | Кількість | Відсоток |
| --------------- | --------- | -------- |
| російська       | 229       | 51.93%   |
| українська      | 191       | 43.31%   |
| вірменська      | 12        | 2.72%    |
| румунська       | 3         | 0.68%    |
| інші/не вказали | 6         | 1.36%    |
| Усього          | 441       | 100%     |

1. ↑  (IІІ) УНІВЕРСАЛ УКРАЇНСЬКОЇ ЦЕНТРАЛЬНОЇ РАДИ. static.rada.gov.ua. Процитовано 16 липня 2025.
2. ↑  Про визначення адміністративних центрів та затвердження територій територіальних громад Запорізької області. Офіційний вебпортал парламенту України (укр.). Процитовано 18 жовтня 2022.
3. ↑  Про утворення та ліквідацію районів. Офіційний портал Верховної Ради України. Процитовано 20 березня 2022.
4. ↑  Рідні мови в об'єднаних територіальних громадах України — Український центр суспільних даних